# Nāḩiyat at Tājī
Nāḩiyat at Tājī (arabiska: ناحية التاجي) är ett underdistrikt i Irak.   Det ligger i provinsen Bagdad, i den centrala delen av landet, 22 km nordväst om huvudstaden Bagdad.